# Bror

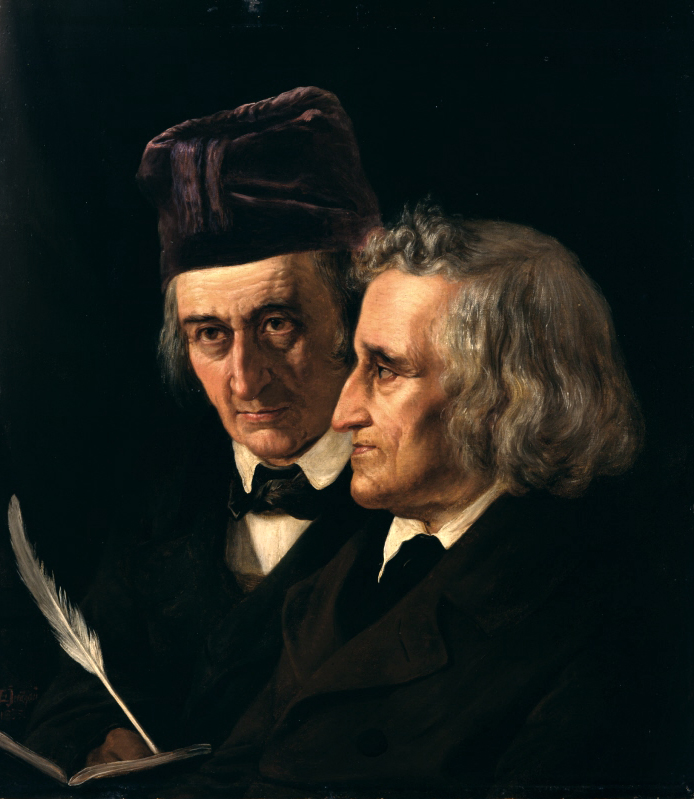
Wilhelm och Jacob Grimm var bröder. Dubbelporträtt av bröderna Grimm av Elisabeth Jerichau-Baumann.

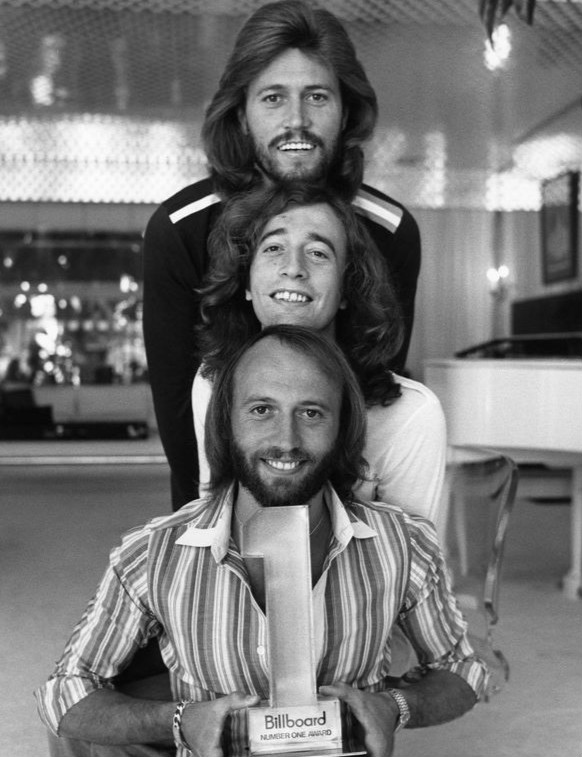
Bee Gees var också bröder

Bror, broder, kallas den pojke/man med vilken man har båda föräldrarna gemensamt. En storebror är en äldre bror, medan en lillebror är en yngre bror. En tvillingbror är ett manligt syskon som fötts samtidigt som den som benämner honom så. En styvbror (plastbror, låtsas eller bonusbror) är barn till en av föräldrarnas partner. En halvbror har en gemensam förälder med den person den är bror till. En adoptivbror är föräldrarnas adoptivbarn, och en fosterbror är föräldrarnas fosterbarn.
Storebror används som ett symboliskt uttryck för den dominerande parten inom något, oftast mellan grannländer, inom till exempel sport. Till exempel kan Argentina sägas vara Chiles "storebror" i fotboll för herrar, räknat efter framgångar genom åren.
"Bror" förekommer, särskilt i äldre svenska, som tilltalsord mellan män (jämför syster), exempelvis som i frasen "Har bror en penna jag kan låna?", särskilt mellan personer som ser sig som jämlikar. "Bror" är även ett generellt vardagligt tilltalsord mellan personer i förortssvenska och används då även mellan kvinnor. Ordet signalerar att man har gedigna band med varandra, och kan jämföras med "mannen" som också används könsneutralt.

## Titulatur
Före dureformen, när det var viktigt hur man titulerade varandra, lade män bort titlarna genom att bli "du och bror" med varandra. Detta kunde beseglas med en brorskål.
"Broder" används som titel inom många munkordnar.

## Kända bröder
- Bee Gees
- Bröderna Bronett
- Bröderna Goncourt
- Bröderna Grimm
- Bröderna Lumière
- Bröderna Marx
- Bröderna Wright
- Daniel och Henrik Sedin
- Jérôme och Kevin-Prince Boateng
- Olsen Brothers